# أسياس أفورقي
أسياس أفورقي أبرهام (بالجعزية: ኢሳይስ አፈወርቂ ኣብረሃም) (2 فبراير 1946 -)، سياسي إريتري، يشغل منصب رئيس دولة إريتريا منذ الانفصال عن إثيوبيا يوم 24 مايو 1993.

## حياته
ولد أفورقي في 2 فبراير 1946 بمدينة أسمرة، إبان فترة السيطرة البريطانية عليها.
كان أميناً عاماً للمؤتمر التنظيمي الثاني للجبهة الشعبية لتحرير إريتريا عام 1997، وهي حركة مسلحة ناضلت من أجل استقلال إريتريا عن إثيوبيا والتي حررت إريتريا بينما بقية المنظمات الأخرى فشلت بذلك لأسباب عدة منها العنصرية المنتشرة بينها والمزايدة والشحتة باسم الشعب الإريتري من أجل مصلحة زعماؤها والفساد المنتشر الإداري والأخلاقي في إدارتها وعدم الإخلاص للقضية عكس ما انتهجته الجبهة الشعبية وهي الثبات على مبدأ التحرير والعمل من أجل الاستقلال والاعتماد الذاتي على مجهودات الجبهة وعدم التذلل لأي داعم مهما كان الداعم أو مقدار الدعم وهذا سر تحقيق الاستقلال، أصبح أفورقي أول رئيس لدولة إريتريا بعد انفصال إريتريا عن إثيوبيا.

## الحرية السياسية في عهده
في عهده تم وضع محمود أحمد شريفو وداويت إسحاق في السجن حيث مات الأول وحاز الثاني على الجائزة الدولية لحرية الصحافة من اليونسكو في عام 2017.
ومن يوم التحرير ولأكثر من ربع قرن لم تجري انتخابات برلمانية أو رئاسية وما زالت الحكومة مؤقتة.
تقول منظمة هيومن رايتس ووتش أن الحكومة الإريترية في عهد الرئيس أسياس أفورقي مسؤولة عن الانتهاكات الجسيمة المتكررة لحقوق الإنسان.
أكدت منظمة العفو الدولية أنّ مئات المعارضين لحكم الرئيس أفورقي يتعرضون لـ"الاحتجاز التعسفي والاختفاء القسري"، وأنّ «أماكن وجود 11 سياسيًا و17 صحفيًا اعتُقلوا واُحتُجزوا منذ 20 عامًا بسبب انتقاد حكم الرئيس، طي المجهول».

## روابط خارجية
- أسياس أفورقي على موقع الموسوعة البريطانية (الإنجليزية)
- أسياس أفورقي على موقع مونزينجر (الألمانية)
- أسياس أفورقي على موقع إن إن دي بي (الإنجليزية)